# Eduardo Grispo
Eduardo Grispo (Buenos Aires, 22 settembre 1939 – 2 agosto 2016) è stato un calciatore argentino, di ruolo difensore.

## Caratteristiche tecniche
Giocava come difensore; fu schierato esclusivamente come centrale nel corso della sua carriera.

## Carriera

### Club
Grispo trascorse tre anni nel settore giovanile del River Plate, e nel 1961 debuttò nel calcio professionistico con la maglia del Deportivo Español, che allora militava nella seconda divisione argentina.
Nel 1962 tornò al River, in cui inizialmente trovò poco spazio, chiuso da altri difensori (come Ditro, Etchegaray o Ramos Delgado); pertanto, la società decise di inviarlo in prestito all'All Boys, in seconda serie. Con il club di Floresta giocò la stagione 1964, prima di tornare al River. Rimase con la squadra dalla banda rossa per altri tre anni, centrando due secondi posti e partecipando alla prima edizione del campionato con il formato Metropolitano/Nacional nel 1967. Ebbe modo di disputare 9 incontri in Coppa Libertadores, prendendo parte alle edizioni 1966 e 1967.
Venne poi ceduto al Gimnasia La Plata, con cui giocò un solo incontro in Coppa d'Argentina, e nel 1970 fece ritorno all'All Boys, in cadetteria, ritirandosi al termine della stagione.